# Ameira usitata
Ameira usitata är en kräftdjursart som beskrevs av Walter Klie 1950. Ameira usitata ingår i släktet Ameira och familjen Ameiridae. Arten har ej påträffats i Sverige. Inga underarter finns listade i Catalogue of Life.